# Joseph Cogels
Joseph Cogels (n. 19 decembrie 1882, Schoten, Flandra, Belgia – d. 26 septembrie 1954, Ossendrecht⁠(d), Ossendrecht⁠(d), Brabantul de Nord, Țările de Jos) a fost un trăgător de tir ce a reprezentat Belgia, medaliat olimpic. A participat la o ediție a Jocurilor Olimpice (1920) în care a câștigat o medalie de argint.

## Participări
Lista de mai jos prezintă principalele competiții la care a participat Joseph Cogels de-a lungul carierei.
- shooting at the 1920 Summer Olympics – men's team trap[*]